# 奥重政
奥 重政（おく しげまさ）は、戦国時代から江戸時代初めにかけての武士。津田流・自由斎流の砲術家。

## 生涯
奥氏は紀伊国那賀郡荒川荘（安楽川荘、現在の和歌山県紀の川市桃山町・那賀郡粉河町）を拠点とした一族。15世紀初め頃には同荘の公文を務めていた。重政の父・義弘は小倉荘（岩出市・和歌山市）の津田算長の娘（津田算正の妹）を妻にしたとみられ、義弘は岳父から砲術を習ったとされている。
永禄3年（1560年）、重政は奥義弘の嫡男として誕生した。「奥家譜」によると、天正期（1573–1592年）に織田信長や羽柴秀吉と戦ったといい、「奥家系図抜書」や『紀伊続風土記』には、織田信長が高野山を攻めた際に、父・義弘と共に高野山に味方したと記されている。天正18年（1590年）に家督を継ぎ、文禄5年（1596年）、氏家行広に鉄砲組組頭として仕えた。慶長5年（1600年）、関ヶ原の戦いで西軍に属して敗れ、浪人となった。
重政は津田算正とその弟の自由斎から砲術を学び、数年で奥旨を窮めたという。『本朝武芸小伝』には、重政は自由斎の数少ない門人の一人で、砲術の奥義を神のように得たとあり、『武術流祖録』にも、重政は津田流の数少ない門人の中で傑出していたとある。また、津田流の砲術伝書のうち、「津田算長 - 算正 - 自由斎 - 重長」と伝えるものには重政の名がなく、自由斎から奥弥兵衛（重政）に継承したとするものには算正の名が見えないことから、重政は主に自由斎から学んだと考えられる。
重政は後の紀州藩主・浅野幸長に砲術を伝え、慶長4年（1599年）に自由斎流の秘伝を授けている。幸長以外の大名では谷衛友にも砲術を伝授した。このほか、美濃国多羅城主の関一政の家臣だった鹿伏兎盛良が門弟にいる。盛良は砲術の蘊蓄を極めて奥姓を許されたが、その後外科医学の道に進み、江戸幕府に直仕した。
慶長6年（1601年）、浅野幸長が甲斐から紀伊に転封された。重政は砲術を伝授したものの、幸長とは主従関係になかったとみられ、那賀郡野上荘原野村（海南市）に隠棲している。慶長17年（1612年）、重政は死去し、現在の紀の川市桃山町にある修禅尼寺に葬られた。
重政の嫡男・重吉は、浅野幸長が甲斐にいた頃に浅野家に仕官した。浅野家の「旧臣録」では、慶長5年（1600年）のこととされる。当初の石高は300石で、鉄砲組頭として従軍した大坂冬の陣で功を立て、800石に加増された。元和5年（1619年）に浅野長晟が安芸国に移されるとそれに従い、安芸で砲術を広めたという。江戸時代中期から幕末にかけての安芸の砲術家として奥猛雅・満雅・典雅・邦雅の一族が知られるが、重吉の子孫と考えられる。また、重政の二男・重俊は紀伊に残り、紀州奥家を存続させた。

## 系譜
- 父：奥義弘（1532–1590[4]） - 奥延之の嫡男[4]。
- 母：津田算長の娘
- 正室：小嶋与三の娘 - 与三は山口荘（和歌山市[23]）の住人[4]。
  - 長男：奥重吉（?–1642[24]） - 浅野家臣。芸州奥家の祖とされる[21]。通称は清蔵、弥兵衛[24]。
  - 二男：奥重俊（1594–1663[21]） - 紀伊に住む。通称は源太（郎）[21]。大坂の陣の際、重政の叔父（延之の四男）の杢之助政友が大坂方にいたが、重俊は豊臣秀頼からの誘いを断ったという[25]。この後、慶長20年（1615年）に政友は戦死している[1]。なお、政友を重俊の弟とし、兄弟そろって大坂籠城に加わったという説もある[26]。
  - 三男：快賢 - 高野山の僧[21]。
  - 四男：奥吉政 - 浅野家臣[21]。通称、仙兵衛[21]。文化初年にまとめられた「旧臣録」では重政の二男とされる[21][27]。